# マルクヴァルト4世
マルクヴァルト4世・フォン・エッペンシュタイン（ドイツ語：Markwart IV. von Eppenstein, 1010/20年 - 1076年）は、フィーバッハガウ伯、1039年からケルンテン伯、1070年からイストリア＝クライン辺境伯、そして1072年から1076年までケルンテン公であった。

## 生涯
マルクヴァルト4世はエッペンシュタイン家のケルンテン公アダルベロとベアトリクス・フォン・シュヴァーベン（シュヴァーベン公ヘルマン2世の娘）の長男である。
1039年に神聖ローマ皇帝コンラート2世が死去した後、エッペンシュタイン家は1035年に没収された全ての領地を新王ハインリヒ3世から返還され、マルクヴァルト4世はケルンテンの伯として実質的なケルンテンの支配者となった。1065年ごろ、マルクヴァルト4世はフィラハの北10kmのところにトレッフェン城を建設した。1070年にはイストリア＝クライン辺境伯となり、1072年に皇帝ハインリヒ4世のハンガリー遠征に参加し、同年末に廃位されたツェーリンゲン家のケルンテン公ベルトルト2世のあとをうけてケルンテン公に任ぜられた。マルクヴァルトはブリクセンのフォークト（1067年）であったが、1074年にはアクイレイアのフォークトともなった。また、ザンクト・ランブレヒト修道院を創建しその管財人となり、1076年に死去した。
聖ランブレヒト修道院に伝わる伝承によると、マルクヴァルトと妃リウトビルクは、ノイマルクトの東のグライトにある聖マルティン教会に埋葬されたという。妃リウトビルクはそこに女子修道院を創建した。

## 結婚と子女
マルクヴァルト4世は1045/50年にプライン伯リウトルト2世の娘リウトビルクと結婚し、以下の子女をもうけた。
- リウトルト（1045/50年 - 1090年） - ケルンテン公（1077年 - 1090年）
- ハインリヒ3世（1050年頃 - 1122年） - ケルンテン公（1090年 - 1122年）
- マルクヴァルト（1076年6月16日以前没）
- ウルリヒ（1121年12月21日没） - ザンクト・ガレン修道院長（1077年 - 1121年）、アクイレイア総大司教（1086年 - 1121年）
- ヘルマン（1055年頃 - 1087年） - パッサウ司教（1085年 - 1087年）